# Mimosa kermesina
Mimosa kermesina là một loài thực vật có hoa trong họ Đậu. Loài này được Otto & A. Dietr. miêu tả khoa học đầu tiên năm 1835.